# Anguilla borneensis
Anguilla borneensis е вид лъчеперка от семейство Anguillidae. Видът е световно застрашен, със статут Уязвим.

## Разпространение
Разпространен е в Индонезия, Малайзия и Филипини.